# Трејси (Минесота)
Трејси (енгл. Tracy) град је у америчкој савезној држави Минесота.

## Демографија
По попису из 2010. године број становника је 2.163, што је 105 (-4,6%) становника мање него 2000. године.
| Група             | 2000.         | 2010.         |
| Белци             | 1.980 (87,3%) | 1.795 (83,0%) |
| Афроамериканци    | 7 (0,3%)      | 3 (0,1%)      |
| Азијати           | 183 (8,1%)    | 210 (9,7%)    |
| Хиспаноамериканци | 53 (2,3%)     | 116 (5,4%)    |
| Укупно            | 2.268         | 2.163         |